# Die Eulen Ludwigshafen
Die Eulen Ludwigshafen – niemiecki męski klub piłki ręcznej z Ludwigshafen am Rhein. Występuje w Bundeslidze. Do 2017 nosił nazwę TSG Friesenheim.
W latach 1995–2010 klub występował w 2. Bundeslidze, trzykrotnie zajmując w niej 3. miejsce i raz kończąc rywalizację na 2. pozycji. W sezonie 2009/2010 drużyna wygrała grupę południową 2. Bundesligi, wywalczając awans do Bundesligi. W debiutanckim sezonie 2010/2011 w najwyższej klasie rozgrywkowej odniosła jedynie cztery zwycięstwa w 34 meczach i z ostatniego miejsca w tabeli została zdegradowana do 2. Bundesligi, w której grała przez kolejne trzy sezony.
W sezonie 2014/2015 zespół ponownie występował w Bundeslidze, wygrywając 12 z 36 meczów i z dorobkiem 25 punktów zajmując spadkową, 17. pozycję. Przez następne dwa lata (2015–2017) rywalizował w 2. Bundeslidze. W sezonie 2016/2017 wygrał 24 z 38 meczów i z 3. miejsca awansował do Bundesligi. W sezonie 2017/2018 odniósł w niej sześć zwycięstw oraz zanotował trzy remisy i 25 porażek, kończąc rozgrywki na 16. miejscu w tabeli z dorobkiem 15 punktów.

## Kadra w sezonie 2018/2019
Opracowano na podstawie materiału źródłowego.
| Bramkarze - 12. Mathias Lenz - 72. Stefan Hanemann Rozgrywający - 5. Stefan Salger - 8. Gunnar Dietrich - 10. Daniel Hideg - 13. David Špiler - 18. Alexander Feld - 19. Jan Remmlinger - 24. Pascal Bührer - 27. Jerome Müller - 55. Azat Valiullin | Skrzydłowi - 11. Jonathan Scholz - 20. Alexander Falk - 22. Jannik Hofmann - 23. Pascal Durak Obrotowi - 2. Frederic Stüber - 14. Maximilian Haider - 43. Kai Dippe |

## Bilans w Bundeslidze
| Sezon                 | Miejsce | M   | W  | R | P  | Bramki    |
| --------------------- | ------- | --- | -- | - | -- | --------- |
| 2010/2011             | 18.     | 34  | 4  | 3 | 27 | 932–1089  |
|                       |         |     |    |   |    |           |
| 2014/2015             | 17.     | 36  | 12 | 1 | 23 | 920–1064  |
|                       |         |     |    |   |    |           |
| 2017/2018             | 16.     | 34  | 6  | 3 | 25 | 828–946   |
| Razem                 | Razem   | 104 | 22 | 7 | 75 | 2680–3099 |
| Źródło: 1. Bundesliga |         |     |    |   |    |           |